# Acanthopsis trispina
Acanthopsis trispina är en akantusväxtart som beskrevs av C. B. Cl.. Acanthopsis trispina ingår i släktet Acanthopsis och familjen akantusväxter. Inga underarter finns listade i Catalogue of Life.